# Schloss Weyer (Frohnleiten)

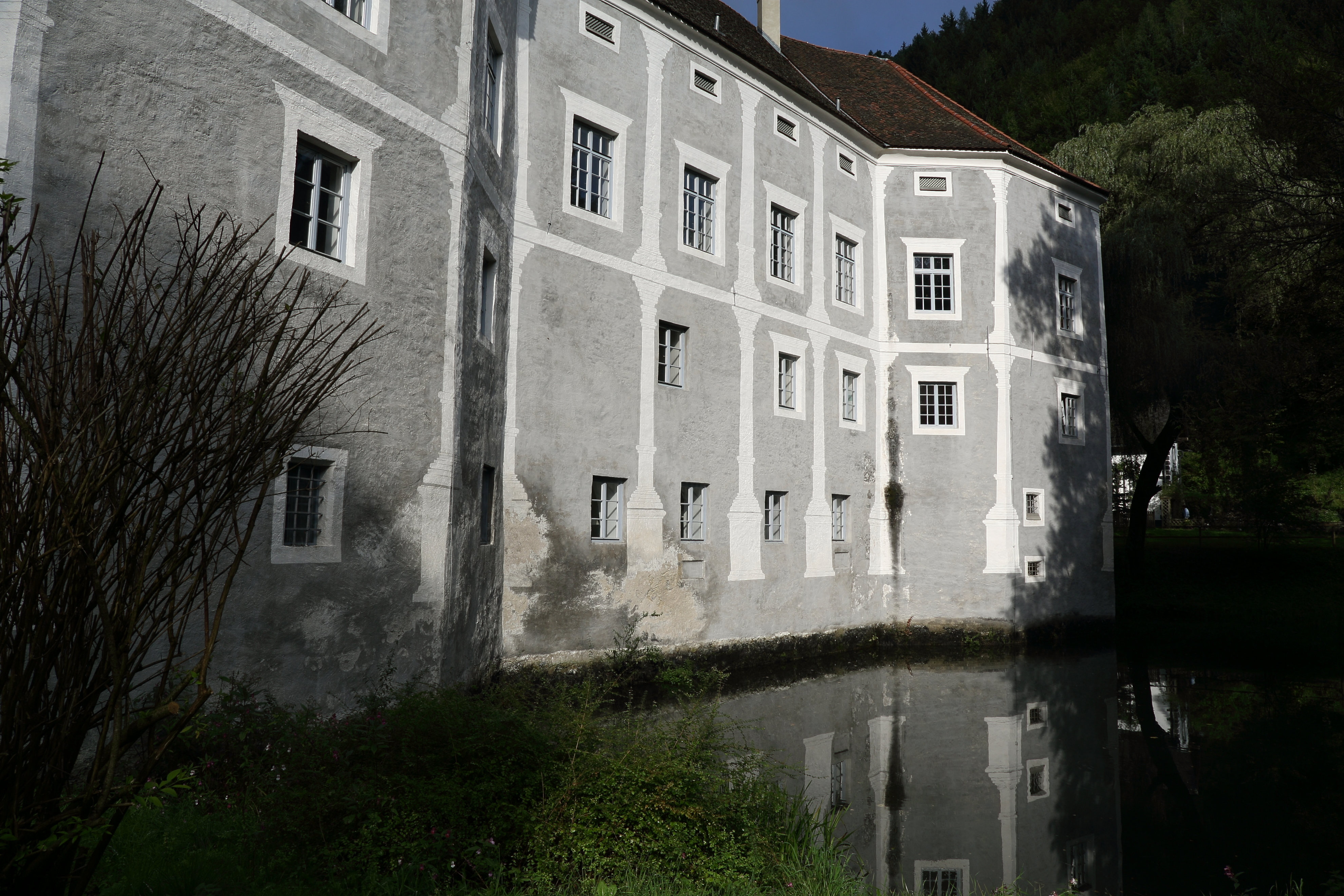
Schloss Weyer

Das Schloss Weyer ist ein in Rothleiten in der Gemeinde Frohnleiten in der Steiermark gelegenes Schloss. Seine Geschichte geht in das 13. Jahrhundert zurück. Die heutige Gestalt des Schlosses stammt aus dem 16. und 18. Jahrhundert. Heute dient es als Altersheim.

## Lage
Das Schloss steht in der zur Gemeinde Frohnleiten gehörenden Katastralgemeinde Rothleiten. Es befindet sich nahe der Mündung des Gamsgrabens in das Murtal. Dort sollte es vormals die Straße von Frohnleiten nach Göss, den sogenannten Diebsweg (Deubsweg) schützen.

## Geschichte
Ursprünglich im Besitz der Eppensteiner wurde zu Beginn des 13. Jahrhunderts von den Rabensteinern, einem Dienstmannengeschlecht der Eppensteiner, die erste Festung gebaut. In der Mitte des 13. Jahrhunderts ließen die nächsten Besitzer, die Grafen von Pfannberg, diese Festung zu einer Wasserburg ausbauen. Um 1400 wird Weichhardt von Weyer als Dienstmann auf dem Anwesen genannt. Nach dem Aussterben der Pfannberger kam das Gut in den Besitz der Grafen von Cilli und 1373 in den der Grafen von Montfort. 1375 kam das Anwesen als Lehen an Gebhard von Waldstein (Weyer). Der Lehensbesitz wechselte in den folgenden Jahren mehrmals, ehe das Gut nach 1451 zwischen den Eibiswaldern und den Ratmannsdorfern aufgeteilt wurde. Christof von Ratmannsdorf wollte sich auf dem Anwesen einen neuen Heimsitz gestalten und kaufte deshalb 1489 mehrere Güter in der Umgebung auf und löste 1502 den zweiten Teil des Anwesens von Sigmund von Eibiswald ab. 1560 übernahm der Protestant Wilhelm von Ratmannsdorf das Schloss und gab ihm weitgehend sein heutiges Aussehen.
Bis ins Jahr 1647 war das Anwesen im Besitz der Ratmannsdorfer, ehe es die Witwe von Georg Wilhelm von Ratmannsdorf mit in ihre zweite Ehe mit Ferdinand Ernst Graf Herberstein brachte. 1659 kaufte es Sebastian Hayd zu Haydegg und verwandeltes in einen Fideikommiss. Bis 1822 war das Schloss im Besitz derer von Haydegg. Die führten immer wieder Umbauten durch und richteten 1750 die Schlosskapelle neu ein. 1822 wurde es von Fürst Nikolaus Esterhazy bei einer Zwangsversteigerung erworben. Es wurde mit der Herrschaft Pfannberg zusammengelegt. Seit 1872 ist es im Besitz der Familie Mayr-Melnhof, die das Schloss restaurieren ließ und ein Altersheim für die Mitarbeiter ihres Betriebs einrichtete.

## Beschreibung
Das Schloss war ursprünglich eine im 13. Jahrhundert erbaute Wasserburg. Es wurde im 16. und 17. Jahrhundert mehrmals umgebaut. Teile des Wassergrabens sind an der Nord- und Ostseite des Schlosses erhalten. Heute ist das Schloss ein dreigeschoßiger, hakenförmiger Bau mit hofseitigen, dreigeschoßigen Arkadengängen. Der Hof wird von einem schmalen, barocken Zwiebelturm mit Laterne abgeschlossen. Die Fassade des östlichen Flügels wird von zwei vieleckigen, turmartigen Vorsprüngen flankiert und ist in Sgraffitotechnik gestaltet. Ein niedriger Torbau führt zur Schlosskapelle, in der sich ein Kruzifix aus dem 14. Jahrhundert befindet. Der ursprüngliche Altar wurde in das Schloss Neu-Pfannberg überführt. Im Gebäude befindet sich ein achteckiger Saal aus dem Jahr 1590.